# Reineta sarda
La reineta sarda (Hyla sarda) és una espècie d'amfibi de la família dels hílids. Habita a les illes mediterrànies de Sardenya, Arxipèlag de la Magdalena, Caprera, San Pietro, Còrsega, Cavallo, Elba i Monte Cristo. El seu rang altitudinal va des del nivell del mar fins als 1750 m (Còrsega).
Els seus hàbitats naturals inclouen boscs temperats, zones temperades d'arbusts, rius, corrents intermitents d'aigua, maresmes d'aigua dolça, corrents intermitents d'aigua i àrees urbanes.

## Descripció
És l'espècie més petita de les reinetes, amb un cos generalment de 4 cm màxim i rarament se'n troben exemplars de 5 cm. El cap és curt i gran poc separat de la resta del cos, amb els ulls grans i sortits.
Els mascles tenen la gola del sac vocal recognoscible, fins i tot quan no canta, per la presència de nombrosos plecs cutanis. Els dits tenen ventoses que permeten adherir-se i pujar a qualsevol superfície.
La pell és sense pèl, típicament amb la coloració verda brillant, més o menys fosca, però sovint amb taques verdes, grises o negres al dors. La gola i el ventre són de color blanc. Lateralment es distingeix una ratlla que va de les fosses nasals cap a l'ull. Contràriament a la reineta italiana, la sarda no presenta la derivació dorsal de la ratlla negra. La ratlla pot quedar en blanc.

## Biologia
L'adult és insectívor, el capgròs és prevalenment detritívor. L'adult té hàbits nocturns i de dia habita en la vegetació baixa (arbustos) en llocs ombrejats. No obstant, tenen una vida predominantment arbòria, i viuen en proximitat a l'aigua, en estanys, cursos d'aigua, banyeres i fins i tot petites quantitats recollides en contenidors. En comparació amb altres granotes arbòries toleren millor els llargs períodes de sequera i també són resistents a nivells alts de salinitat de l'aigua.
Es reprodueixen un cop a l'any, amb una temporada que comença a finals de l'hivern i dura fins a principis de l'estiu, amb la màxima intensitat durant l'abril-maig. Durant aquesta temporada, els mascles criden en cor demanant l'aparellament de les femelles. El crit de la reineta sarda és fort i agut a un ritme més ràpid que el dels seus cosins continentals (Hyla intermedia i Hyla arborea). L'aparellament té lloc durant l'hora nocturna a l'aigua i els ous són dipositats generalment entre la vegetació submergida, en masses gelatinoses. Una femella pot pondre fins a un miler d'ous.
L'eclosió ocorre després d'aproximadament dues setmanes i el desenvolupament larval transcorre en prop de tres mesos o menys. Els adults joves tenen una longitud d'aproximadament 1,5 cm.

## Hàbitat i difusió
La reineta sarda viu a Còrsega, Sardenya, Elba i Capraia. També està present en algunes de les illes més petites de Sardenya (Illa de San Pietro, La Maddalena, Caprera i Illa de Cavallo). Es prefereixen els ambients plans i turons i no excedeix de 1.000 metres d'altitud. És una espècie molt comuna que es troba en qualsevol hàbitat, sempre que hi hagi fonts d'aigua, com la reducció del volum i la naturalesa efímera. També és adequat per a entorns urbans, residencials i agrícoles.

## Factors d'amenaça
Tot i que es considera una espècie encara comuna i força generalitzada, la reineta sarda pot ser amenaçada per la reducció de l'entorn natural i pels incendis, a més que encara no es compta amb prou informació per determinar l'estat de conservació d'aquesta espècie.
El seu estat de protecció va ser definit per llei des de 1981 que transposa la Conveni de Berna), de la Directiva de la Unió Europea.

## Galeria d'imatges

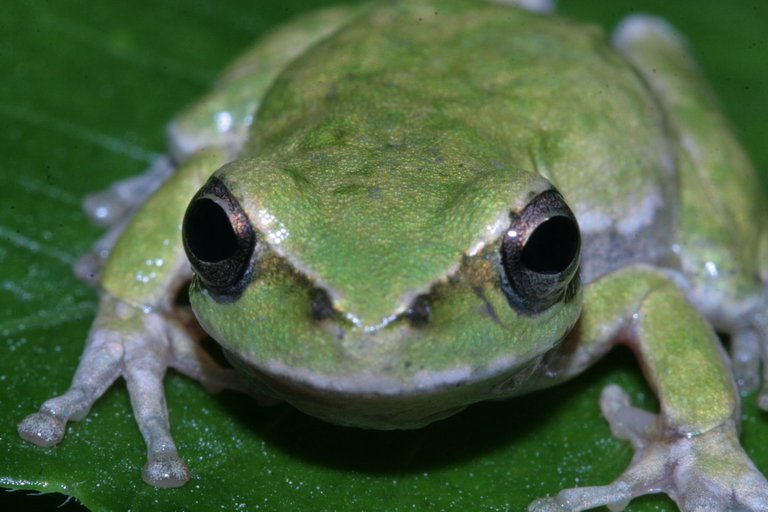
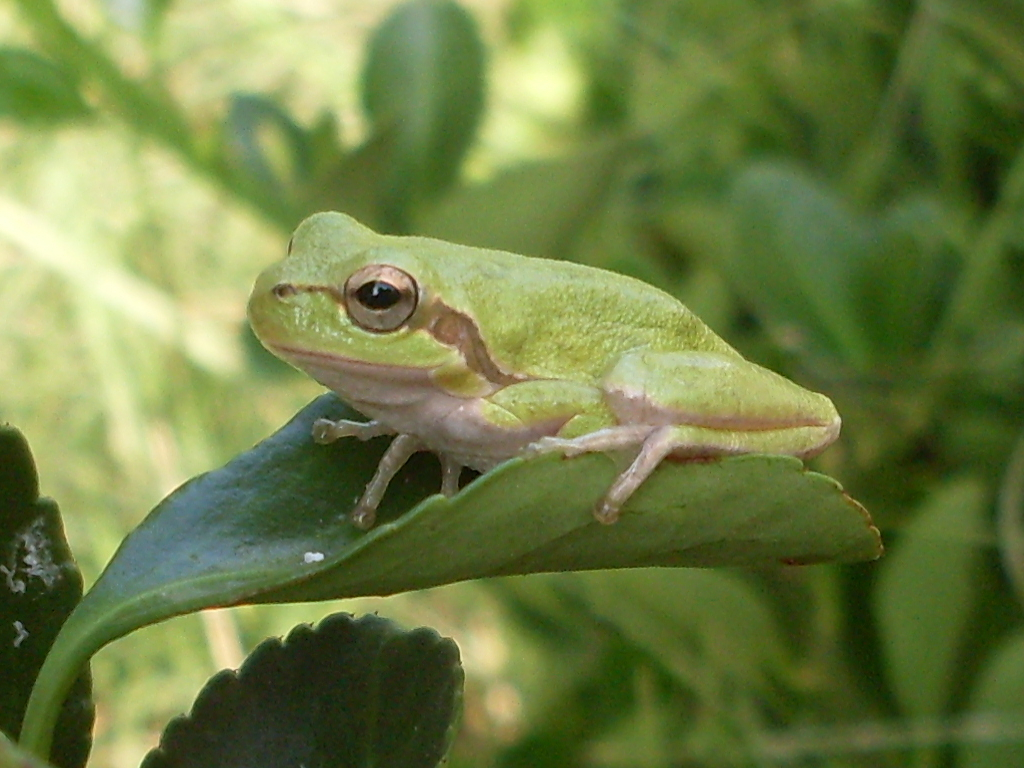
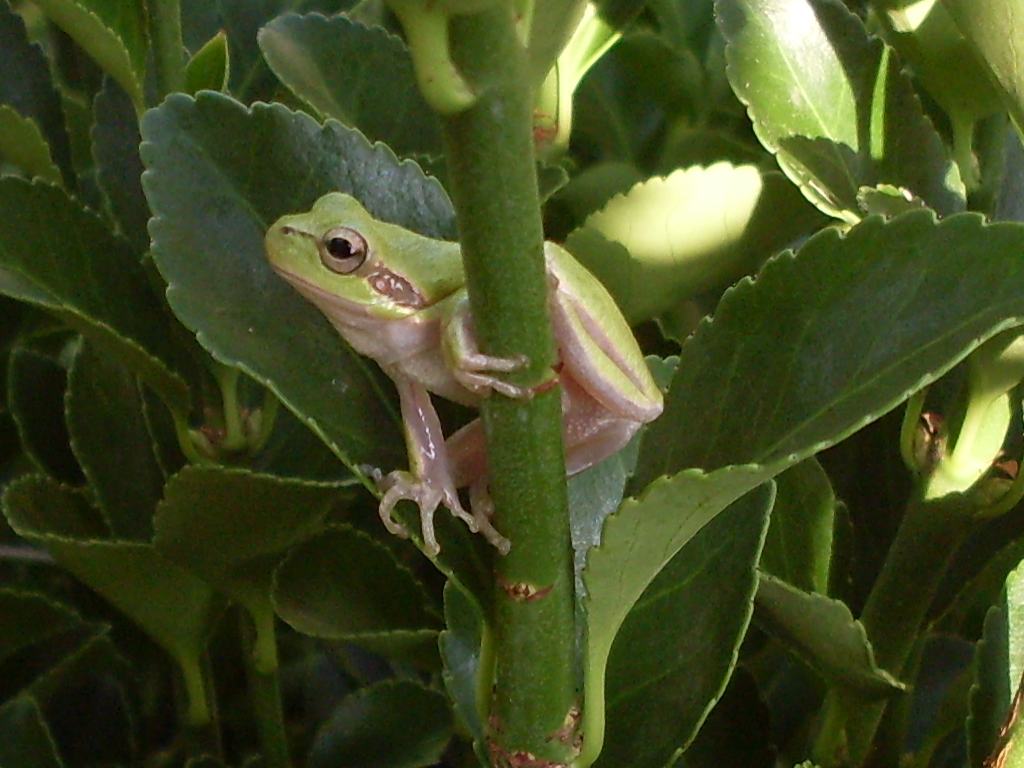